# تيكيلا (قرية)

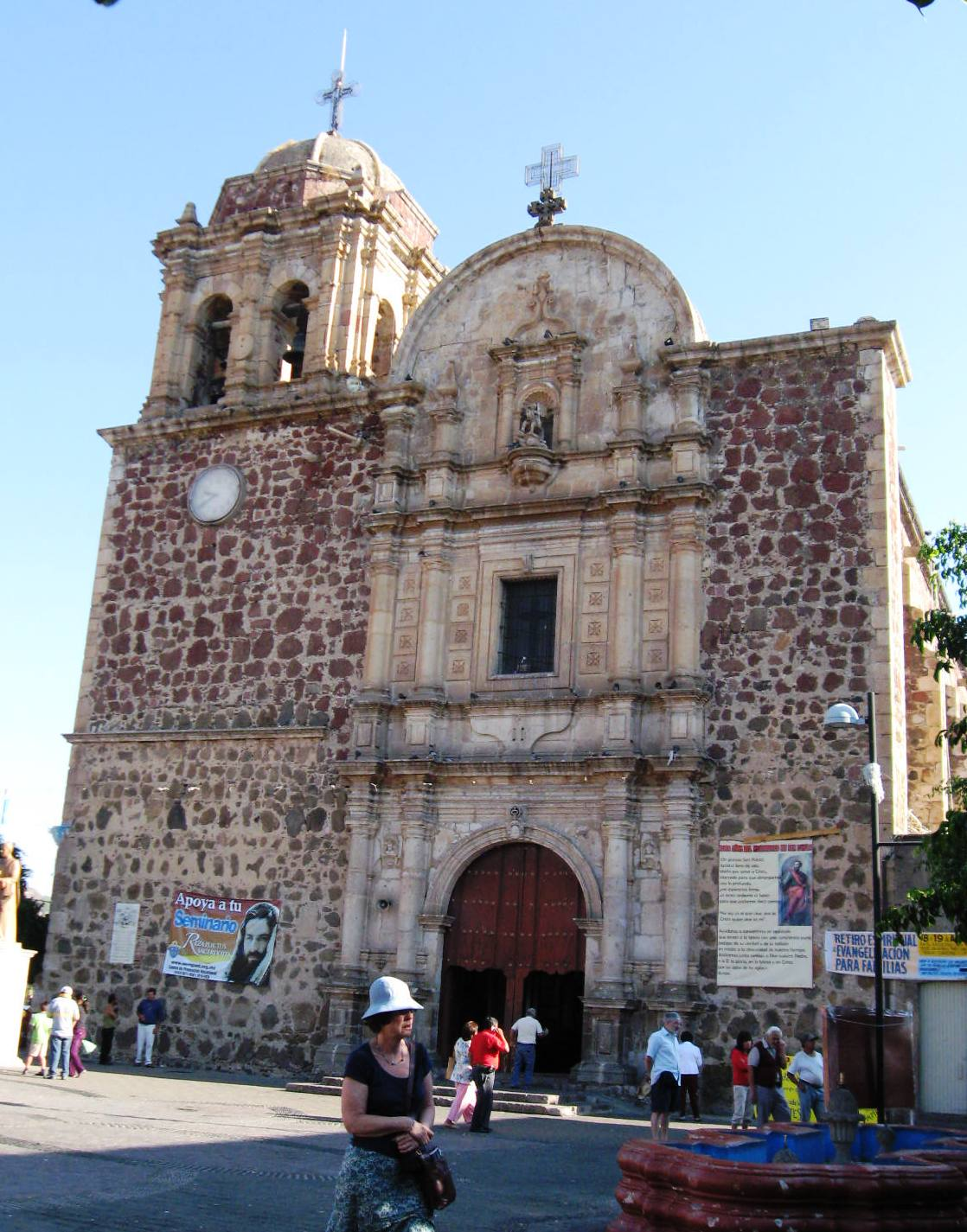
كنيسة المدينة

هذه المقالة عن المدينة تيكيلا في المكسيك إذا كنت تبحث عن المشروب الكحولي تيكيلا، إضغط هنا
تكيلة مدينة في المكسيك في غرب ولاية جاليسكو المكسيكية، حوالي 65 كم من وادي الحجارة. وتشتهر بصنع مشروب التيكيلا المسمى على اسمها.

## المناخ
يظهر الجدول التالي التغييرات المناخية على مدار السنة لتيكيلا:
| البيانات المناخية لـتيكيلا              | البيانات المناخية لـتيكيلا | البيانات المناخية لـتيكيلا | البيانات المناخية لـتيكيلا | البيانات المناخية لـتيكيلا | البيانات المناخية لـتيكيلا | البيانات المناخية لـتيكيلا | البيانات المناخية لـتيكيلا | البيانات المناخية لـتيكيلا | البيانات المناخية لـتيكيلا | البيانات المناخية لـتيكيلا | البيانات المناخية لـتيكيلا | البيانات المناخية لـتيكيلا | البيانات المناخية لـتيكيلا |
| الشهر                                   | يناير                      | فبراير                     | مارس                       | أبريل                      | مايو                       | يونيو                      | يوليو                      | أغسطس                      | سبتمبر                     | أكتوبر                     | نوفمبر                     | ديسمبر                     | المعدل السنوي              |
| --------------------------------------- | -------------------------- | -------------------------- | -------------------------- | -------------------------- | -------------------------- | -------------------------- | -------------------------- | -------------------------- | -------------------------- | -------------------------- | -------------------------- | -------------------------- | -------------------------- |
| الدرجة القصوى °م (°ف)                   | 34.0 (93.2)                | 37.0 (98.6)                | 40.0 (104.0)               | 40.0 (104.0)               | 41.0 (105.8)               | 45.0 (113.0)               | 36.5 (97.7)                | 37.5 (99.5)                | 35.0 (95.0)                | 36.0 (96.8)                | 34.0 (93.2)                | 34.0 (93.2)                | 45.0 (113.0)               |
| متوسط درجة الحرارة الكبرى °م (°ف)       | 26.9 (80.4)                | 28.8 (83.8)                | 31.6 (88.9)                | 33.7 (92.7)                | 35.0 (95.0)                | 33.9 (93.0)                | 30.5 (86.9)                | 30.2 (86.4)                | 29.9 (85.8)                | 29.8 (85.6)                | 28.8 (83.8)                | 27.2 (81.0)                | 30.5 (86.9)                |
| المتوسط اليومي °م (°ف)                  | 18.4 (65.1)                | 19.7 (67.5)                | 21.8 (71.2)                | 23.9 (75.0)                | 25.8 (78.4)                | 26.0 (78.8)                | 24.1 (75.4)                | 23.9 (75.0)                | 23.8 (74.8)                | 22.8 (73.0)                | 20.8 (69.4)                | 18.8 (65.8)                | 22.5 (72.5)                |
| متوسط درجة الحرارة الصغرى °م (°ف)       | 9.9 (49.8)                 | 10.5 (50.9)                | 12.0 (53.6)                | 14.2 (57.6)                | 16.7 (62.1)                | 18.2 (64.8)                | 17.7 (63.9)                | 17.5 (63.5)                | 17.7 (63.9)                | 15.9 (60.6)                | 12.7 (54.9)                | 10.4 (50.7)                | 14.5 (58.1)                |
| أدنى درجة حرارة °م (°ف)                 | 1.0 (33.8)                 | 3.0 (37.4)                 | 4.0 (39.2)                 | 9.0 (48.2)                 | 9.0 (48.2)                 | 9.0 (48.2)                 | 12.0 (53.6)                | 11.0 (51.8)                | 11.0 (51.8)                | 7.0 (44.6)                 | 6.0 (42.8)                 | 1.0 (33.8)                 | 1.0 (33.8)                 |
| الهطول مم (إنش)                         | 18.9 (0.74)                | 9.1 (0.36)                 | 3.3 (0.13)                 | 6.6 (0.26)                 | 26.1 (1.03)                | 160.7 (6.33)               | 260.6 (10.26)              | 227.4 (8.95)               | 161.2 (6.35)               | 52.0 (2.05)                | 9.3 (0.37)                 | 9.5 (0.37)                 | 944.7 (37.19)              |
| متوسط أيام هطول الأمطار (≥ 0.1 mm)      | 1.7                        | 0.9                        | 0.4                        | 0.8                        | 1.7                        | 10.3                       | 17.3                       | 16.3                       | 12.2                       | 4.0                        | 1.1                        | 1.1                        | 67.8                       |
| المصدر: Servicio Meteorologico Nacional |                            |                            |                            |                            |                            |                            |                            |                            |                            |                            |                            |                            |                            |

## توأمة
لتيكيلا (قرية) اتفاقيات توأمة مع:
- بيسكو، بيرو